# Audi Le Mans Quattro

L'Audi Le Mans Quattro est un concept-car préfigurant l'Audi R8 de route. Il fut présenté en 2003. Ce concept apparaît notamment dans le jeu de course automobile Need For Speed Carbon ainsi que dans Gran Turismo 6 et Gran Turismo 4.

## Conception et données techniques

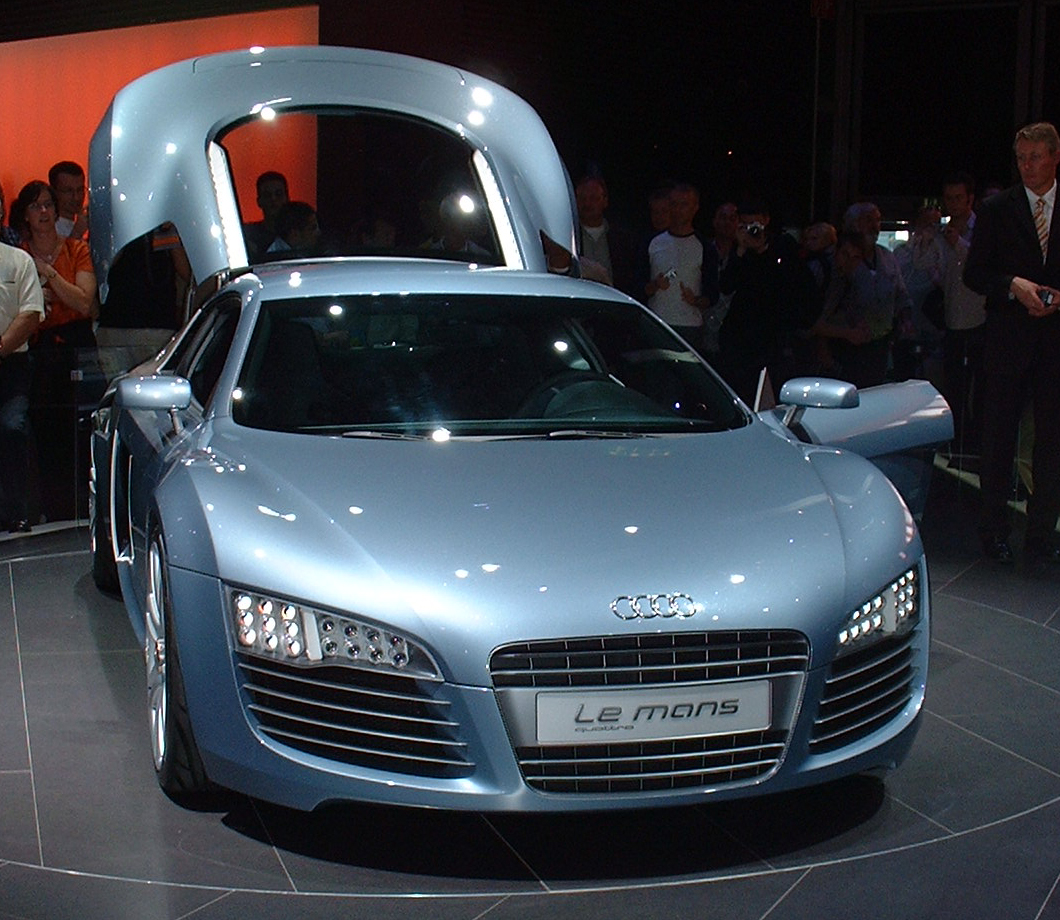
Étude Audi Le Mans quattro au salon de l’automobile de Francfort 2003

L’Audi Le Mans Quattro a un certain nombre de fonctionnalités modernes telles que les phares à LED. Le cadre en filage de tôle et en profilés d’aluminium partiellement pliés (Audi Space Frame, ASF) est le même que celui de la Lamborghini Gallardo. La carrosserie est en plastique renforcé de fibre de carbone et en aluminium. La voiture dispose d’un aileron arrière à commande électronique qui s’ajuste à partir d’une vitesse de 110 km/h.
Le moteur de la Le Mans quattro est basé sur celui de la Gallardo. La cylindrée est la même, 5,2 litres, mais il a des culasses différentes, deux turbocompresseurs connectés en parallèle et une charge stratifiée (FSI, Fuel Stratified Injection), c’est-à-dire que l’essence est directement injectée dans le cylindre, où elle est répartie de manière inégale ou de manière ciblée. Le moteur délivre 449 kW (610 ch), le couple maximal est de 750 Nm. La boîte de vitesses manuelle à six rapports est la même que dans la Gallardo.